# Metappana ethiopica
Metappana ethiopica är en fjärilsart som beskrevs av George Francis Hampson 1907. Metappana ethiopica ingår i släktet Metappana och familjen nattflyn. Inga underarter finns listade i Catalogue of Life.